# Mort sur le Nil (pièce de théâtre)
Pour les articles homonymes, voir Mort sur le Nil (homonymie).
Mort sur le Nil (Hidden Horizons ou Murder on the Nile) est une pièce de théâtre policière d'Agatha Christie de 1944, adaptée du roman éponyme de 1937.

## Historique de la pièce
L'idée d'une adaptation théâtrale de l'intrigue remonterait au moment où Agatha Christie travaillait sur la nouvelle Mort sur le Nil mettant en scène Parker Pyne, publiée en juillet 1933. On retrouve des notes dans son Carnet 63 sur une version modifiée pour le théâtre. La pièce portait alors le nom de Moon on the Nile (« La Lune sur le Nil »). Finalement, A. Christie développera la nouvelle en un roman plus complexe mettant en scène Hercule Poirot en 1937, avant de l'adapter en pièce de théâtre.
À la différence du roman, Agatha Christie choisit de ne pas inclure le personnage d'Hercule Poirot dans la pièce, trouvant celui-ci inadapté pour le théâtre,, car retenant à lui seul toute l'attention du public. Lui et le colonel Race sont remplacés par le personnage de Canon Ambrose Pennefather. Plusieurs autres différences importantes existent, notamment sur les personnages.
La pièce est titrée en version originale Hidden Horizons lors de sa première représentation au Dundee Repertory Theatre du 17 au 29 janvier 1944 dans une mise en scène de A. R. Whatmore (en). Agatha Christie est présente aux répétitions, ainsi que le soir de la première, mais elle ne fera aucune apparition au rideau pour le salut, comme à son habitude. La pièce s'installe ensuite à l'Ambassadors Theatre de Londres à partir du 19 mars 1946. Agatha Christie décide alors de changer le titre en Murder on the Nile. La pièce garde ce nouveau nom lorsqu'elle déménage à Broadway. Cependant, on trouve encore des représentations aux États-Unis sous le premier titre,.
Une représentation est diffusée en direct à la télévision aux États-Unis le 12 juillet 1950, dans le programme Kraft Television Theatre (en) (saison 3, épisode 43).

## Distribution
Distribution originale de 1944 :
Metteur en scèneA. R. Whatmore (en)
DécorsDanae Gaylen
Comédiens
- Stella Andrew
- Christopher Banks
- Mischa De La Motte
- Joanna Derrill
- Geoffrey Edwards
- Elizabeth Foster
- Diana Graves
- Brian Kent
- Ethel Ramsay
- Francis L. Sullivan
- Marten Tiffen
- A. R. Whatmore